# Martynian Biełozierski
Martynian Biełozierski, imię świeckie: Michaił (ur. 1370 w Bierieznikach, zm. w 1455 nad Jeziorem Białym) – święty mnich prawosławny. 
Według hagiografii w wieku 13 lat porzucił dom rodzinny, znajdujący się w pobliżu Monasteru Cyrylo-Biełozierskiego, by przyjść do jego przełożonego Cyryla Biełozierskiego z prośbą o przyjęcie w poczet mnichów. Ten zgodził się przyjąć go do monasteru, zostać jego ojcem duchowym, a następnie po kilku latach udzielił mu święceń diakońskich i kapłańskich. Po śmierci Cyryla w 1427 Martynian opuścił klasztor, by osiąść samotnie na jednej z wysp pobliskiego jeziora. Wkrótce dołączyli do niego również inni zakonnicy. Martynian zainicjował wówczas wzniesienie cerkwi Przemienienia Pańskiego i opracował dla nich regułę nowego klasztoru. Wówczas został poproszony przez mnichów z klasztoru założonego przez św. Teraponta Biełozierskiego o objęcie zadań przełożonego tegoż monasteru. Zgodził się; jego działalność w tej wspólnocie monastycznej przyczyniła się do znacznego wzrostu jej znaczenia w życiu duchowym Rusi. Monasterem kierował do końca życia, z przerwą na tymczasowe kierowanie monasterem Św. Trójcy założonym przez św. Sergiusza z Radoneża. W 1455 poważnie zachorował i stracił władzę w nogach. W tym samym roku zmarł. 
Na ikonach ukazywany w szatach zakonnika, zwykle bez szczególnych atrybutów.